# 米朗库尔
米朗库尔（法語：Millencourt）是法国皮卡第大区索姆省的一个市镇，属于佩罗讷区阿尔贝县。该市镇2009年时的人口为211人。

## 人口
米朗库尔人口变化图示
| 数据来源：INSEE |